# Säbelwuchs

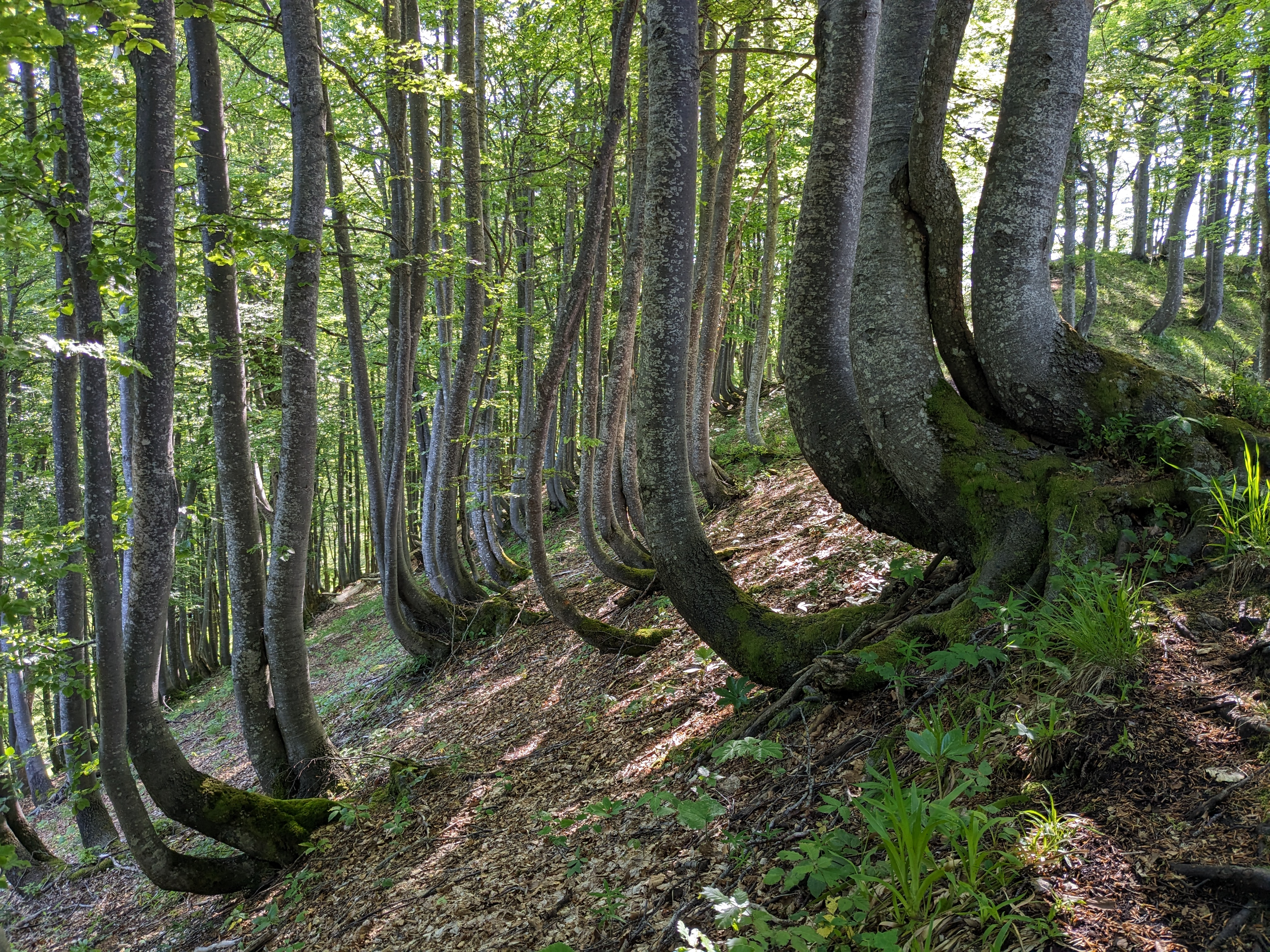
Durch hohe Schneelagen verursachter Säbelwuchs der Rotbuche (Fagus sylvatica), Reichraminger Hintergebirge, Österreich

Als Säbelwuchs wird eine einseitige, säbelförmige Krümmung im unteren Stammteil von Bäumen bezeichnet. Sie kann durch Schneedruck (Schneegleiten, Lawinen), Bodenrutschungen, Windschub, Beschädigungen im Jungwuchsstadium etwa durch Steinschlag oder Verbiss verursacht werden. Säbelwuchs kommt vor allem auf schneereichen Hängen, insbesondere Südhängen, mit einer Neigung von 35 bis 40° vor. Junge Bäume werden jedes Jahr von den Schneemassen zu Boden gedrückt und die Stammbasis bleibt auf Dauer krumm. Einige Meter über dem Boden sind die Stämme wieder lotrecht. Säbelwuchs führt zur Krummschäftigkeit des Längsholzes.